# Гамма Вовка
Гамма Вовка (γ Вовка) — це яскрава блакитна зоря, що належить до спектрального класу B. Її видима зоряна величина становить приблизно 3.0, що робить її добре помітною неозброєним оком у південному сузір'ї Вовка. У давньокитайській астрономії ця зоря має традиційну назву 騎官一 (Qí Guān yī), що означає «Перша зоря Імператорської гвардії». Вона є частиною астеризму, що складається з кількох зір, які вважалися охоронцями імператора. Якщо спостерігати Гамма Вовка через телескоп, можна помітити, що це подвійна зоря. Вона складається з двох компонентів, які обертаються навколо спільного центру мас. Такі системи позначаються як Гамма Вовка AB (γ Вовка AB).
Гамма Вовка A — це спектроскопічна подвійна система, що означає, що її зорі розташовані настільки близько, що навіть у найпотужніші телескопи їх неможливо побачити окремо. Проте їхня присутність виявляється через зміни у спектрі зорі, які виникають, коли зорі обертаються одна навколо одної. Ці дві зорі мають орбітальний період 2,85 доби, тобто вони здійснюють повний оберт менш ніж за три дні. Оскільки їхні орбіти не розташовані під таким кутом, щоб відбувалися затемнення, ми не бачимо різких змін яскравості. Проте існує інший цікавий ефект: гарячіша зоря нагріває холоднішу, і та сторона, що постійно звернена до неї, стає яскравішою. Через це загальна світність системи трохи змінюється, приблизно на 0,02 зоряної величини.